# Systella sarawakensis
Systella sarawakensis is een rechtvleugelig insect uit de familie Trigonopterygidae. De wetenschappelijke naam van deze soort is voor het eerst geldig gepubliceerd in 1930 door Willemse.